# Palau, Sardinien
Palau är en ort och kommun i provinsen Sassari i regionen Sardinien i Italien. Kommunen hade 4 224 invånare (2017).